# Leucocelis haroldi
Leucocelis haroldi är en skalbaggsart som beskrevs av Ernst Gustav Kraatz 1880. Leucocelis haroldi ingår i släktet Leucocelis och familjen Cetoniidae. Inga underarter finns listade i Catalogue of Life.